# Bagyidaw
El rey Bagyidaw (?-1846) fue el séptimo monarca de la dinastía Alaungpaya (1819–1837) de Birmania.
Bagyidaw fue un rey ineficaz, pero su general, Maha Bandula, lo convenció de seguir una política de expansión al noreste de la India. Sus conquistas de Assam y Manipur encolerizaron a los británicos, quienes emprendieron la primera de las guerras anglo-birmanas.
Bagyidaw dedicó el resto de su reinado a tratar de mitigar los términos ásperos del Tratado de Yandabo (1826), el cual concluyó ese conflicto.
- Datos: Q38422